# Баєчка
Ба́єчка (рос. побасенка) — різновид байки, невеличкий, здебільшого віршований гумористичний чи сатиричний твір.
Розвиток баєчки пов'язаний передовсім з іменем Л. І. Боровиковського (1809-89), автора збірки «Байки та прибаютки», в якій чільне місце було відведено міні-байці. Поет вважав, що байка належить переважно до сатиричної, викривальної літератури, а «прибаютка» — до гумору.
Повнокровному розвиткові баєчки перешкодила усталена думка, нібито цей жанр несерйозний, не вартий уваги письменника. Таке твердження розвіяли талановиті байкарі Микита Годованець, Петро Сліпчук, Павло Ключина, Павло Глазовий, створивши ряд оригінальних баєчок. Значного поширення в новітній українській літературі здобули баєчки-притчі, баєчки-агітки, баєчки-фейлетони, баєчки-епіграми, баєчки-жарти. Кожна з них — крилатий вислів, у якому у високохудожній формі висловлено повчальний досвід чи узагальнене спостереження.
Міні-байки прості, афористичні і легко запам'ятовуються. Серед новітніх байкарів найбільш плідно цей жанр освоював М. Д. Хижко:

|  | Одна дорога в кабана: Від корита до багна |

|  | У Трутнів нема буднів, А в Бджіл — неділь |